# 2025-ös FIFA-klubvilágbajnokság (keretek)
Ez a szócikk tartalmazza a 2025-ös FIFA-klubvilágbajnokságon részt vevő csapatok által nevezett játékosok listáját.

## Szabályok és átigazolások
A kereteknek az alábbi kitételeknek kell megfelelnie:
- június 10. előtt leadni a FIFA-nak,
- 26–35 játékos,
- három kapus (akik sérülés vagy betegség esetében a torna során bármikor leválthatók a keretlistán),
- minden mérkőzésre csak 26 játékos nevezhető,
- a játékosoknak azt a mezszámot kell viselniük, amellyel a csapat legutóbbi szezonjában is szerepeltek,
- a keretek június 27. és július 3. között megváltoztathatók (szabályokat lásd: itt).

Az előzetes kereteknek a szabályai:
- maximum 50 játékos,
- négy kapus.

A torna idején a csapatoknak nem kötelessége elengedni játékosait a FIFA által rendezett más kiírásokra, mint a 2025-ös CONCACAF-aranykupa, de a közvetlenül azt megelőző június 2–10-ire igen.
A csapatoknak kötelességük minden szereplő játékos a FIFA-szabályok szerint regisztrálni, és a legerősebb csapatukat a pályára állítani.
Az átigazolások szerepét többször is megkérdőjelezték a torna során, hiszen sok bajnokságban aktív átigazolási időszak lesz a klubvilágbajnoksággal egyidőben, így akár szereplésük közben is csapatot válthatnak a játékosok (akár a tornán játszó klubok között is). Ezek mellett sok európai játékos szerződése lejár június 30-án, amely befolyásolhatja szereplésüket. 2024 októberében a FIFA Tanács bejelentett új szabályokat az átigazolásokkal kapcsolatban. Minden szövetségnek megadták a lehetőséget, hogy megnyissanak egy rendkívüli regisztrációs időszakot június 1-től 10-ig a megszokott július 1-i nyitáson kívül, engedélyezve új igazolások regisztrációját a torna kezdete előtt. Minden résztvevő szövetség engedélyezte az új átigazolási szabályok bevezetését.
Azon tagországok csapatai, amelyek júliusban nyitják meg átigazolási időszakukat, ezek mellett változtathatnak a kereteiken június 27. és július 3. között, az alábbi kitételekkel:
- Egy játékos szerződése lejárt a torna idején.
- Két extra játékost regisztrálhatnak a tornára az eredeti 35 fős limit mellett.
- Nem adhatnak több, mint hat új játékost a keretükhöz.
- Minden nevezett játékosnak regisztrálva kell lennie a tagország szövetségével.
- A játékos csak akkor játszhat egy mérkőzésen, ha a FIFA legalább 48 órával a találkozó kezdete előtt értesítve volt a szerződtetésről.

A FIFA ezek mellett felszólította a csapatokat, hogy a szerződésük lejártára készülő játékosokkal próbáljanak meg megoldást találni, mielőtt megkezdődik a torna.
Ugyan a megszokott szabályok szerint egy játékos maximum három csapattal lehet leszerződve egy idényben, és maximum kettőnek a színeiben játszhat mérkőzéseke, a klubvilágbajnokságot nem számítják bele ezekbe a számításokba. Ha két csapat ugyanazt a játékost regisztrálja az előzetes listáján, a FIFA fogja meghozni a döntést, hogy melyik klub színeiben játszhat, a felek részvételével megrendezett meghallgatáson. Egy játékos nem szerepelhet több csapatban is a tornán, bár lehet regisztrálva több klubbal. A csapatoknak csak három nappal a torna kezdete előtt kell megérkezniük a helyszínre a klubvilágbajnokságot megelőző válogatott szünet miatt, amelyet sokan kritizálták, mivel a játékosok nem kaptak egyáltalán lehetőséget pihenésre.

## A csoport

### el-Ahlí
Vezetőedző:  José Riveiro
Az egyiptomi el-Ahlí 2025. június 10-én jelentette be keretét.